# CHI Health Center Omaha
CHI Health Center Omaha is een arena en congrescentrum in de  Verenigde Staten, gelegen in de stad Omaha, Nebraska. De arena biedt 18.975 zitplaatsen, ook is er een tentoonstellingszaal en vergaderruimte aanwezig. 
Het complex opende op 20 september 2003 als het Qwest Center Omaha en nam op 15 juli 2011 de naam CenturyLink Center Omaha aan als onderdeel van een buy-out van Qwest ter waarde van $22 billion door CenturyLink (voorheen CenturyTel). In juli 2018 kocht CHI Health de naamgevingsrechten op de arena onder een 20-jarige overeenkomst ter waarde van $ 23,6 miljoen, en de arena werd met ingang van 1 september van dat jaar omgedoopt tot CHI Health Center Omaha. 
De arena organiseert basketbal- en hockeywedstrijden, professionele worstelevenementen, concerten en de jaarlijkse aandeelhoudersvergadering van het in Omaha gevestigde conglomeraat Berkshire Hathaway.

## Galerij
|  |  |